# 꿀벌상과
꿀벌상과는 벌아목의 하위 분류이다.

## 분류
꿀벌과와 가위벌과 그리고 애꽃벌과, 어리꿀벌과, 털보애꽃벌과 등은 벌아목에 속하는 꿀벌류(Anthophila, =Apiformes)의 하위 분류에 해당한다. 2010년 한국 분류에서는 는쟁이벌과, 은주둥이벌과를 구멍벌과의 하위 아과로 포함하고 있다.
- 가위벌과 (Megachilidae)
- 는쟁이벌과 (Ampulicidae)
- 은주둥이벌과 (Crabronidae) - 왜코벌, 노래기벌, 은주둥이벌
- 꼬마꽃벌과 (Halictidae)
- 꿀벌과 (Apidae)
- 애꽃벌과 (Andrenidae)
- 어리꿀벌과 (Colletidae)
- 털보애꽃벌과 (Melittidae)
- Heterogynaidae
- Oxaeidae
- Stenotritidae